# Ellsworth (Illinois)
Ellsworth es una villa ubicada en el condado de McLean en el estado estadounidense de Illinois. En el censo de 2010 tenía una población de 195 habitantes y una densidad poblacional de 330,22 personas por km².

## Geografía
Ellsworth se encuentra ubicada en las coordenadas 40°26′58″N 88°42′58″O / 40.44944, -88.71611. Según la Oficina del Censo de los Estados Unidos, Ellsworth tiene una superficie total de 0.59 km², de la cual 0.59 km² corresponden a tierra firme y (0%) 0 km² es agua.

## Demografía
Según el censo de 2010, había 195 personas residiendo en Ellsworth. La densidad de población era de 330,22 hab./km². De los 195 habitantes, Ellsworth estaba compuesto por el 97.44% blancos, el 0.51% eran afroamericanos, el 1.54% eran amerindios, el 0% eran asiáticos, el 0% eran isleños del Pacífico, el 0% eran de otras razas y el 0.51% pertenecían a dos o más razas. Del total de la población el 0% eran hispanos o latinos de cualquier raza.